# Agrochola unimaculina
Agrochola unimaculina là một loài bướm đêm trong họ Noctuidae.